# Heinrich von Tschirschky

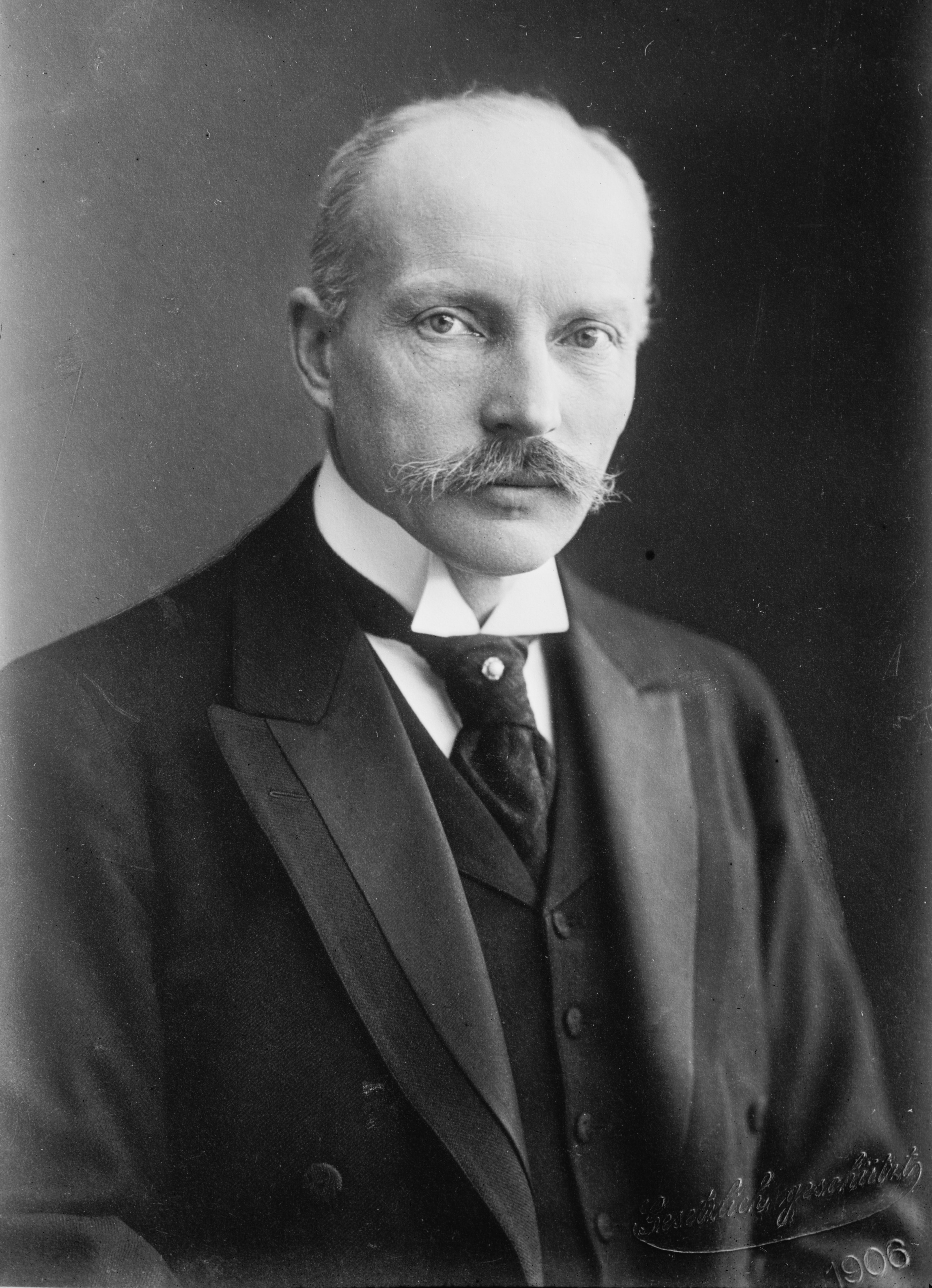
Heinrich von Tschirschky

Heinrich Leonhard von Tschirschky und Bögendorff (* 15. August 1858 in Dresden-Hosterwitz; † 15. November 1916 in Wien) war ein deutscher Diplomat und Staatssekretär im Auswärtigen Amt des Deutschen Kaiserreichs.

## Leben
Heinrich war der Sohn von Otto von Tschirschky und Bögendorff, Generaldirektor der Königlich Sächsischen Staatseisenbahnen und damit Mitglied der adeligen Familie Tschirschky. Er trat 1881 in den Justizdienst Sachsens ein, 1883 in den diplomatischen Dienst des Reiches. 1885/86 war Tschirschky im Auswärtigen Amt als Sekretär des Staatssekretärs Herbert von Bismarck tätig. Danach war er Legationssekretär bei der Botschaft in Wien, den Gesandtschaften in Athen und Bern und wurde 1893 Legationsrat bei der Botschaft in Konstantinopel, 1895 in Sankt Petersburg. 1900 wurde er Ministerresident in Luxemburg, 1902 preußischer Gesandter in Mecklenburg und den Hansestädten. Daneben begleitete er seit 1900 Kaiser Wilhelm II. auf Reisen als Vertreter des Auswärtigen Amtes.

### Staatssekretär des Auswärtigen Amtes

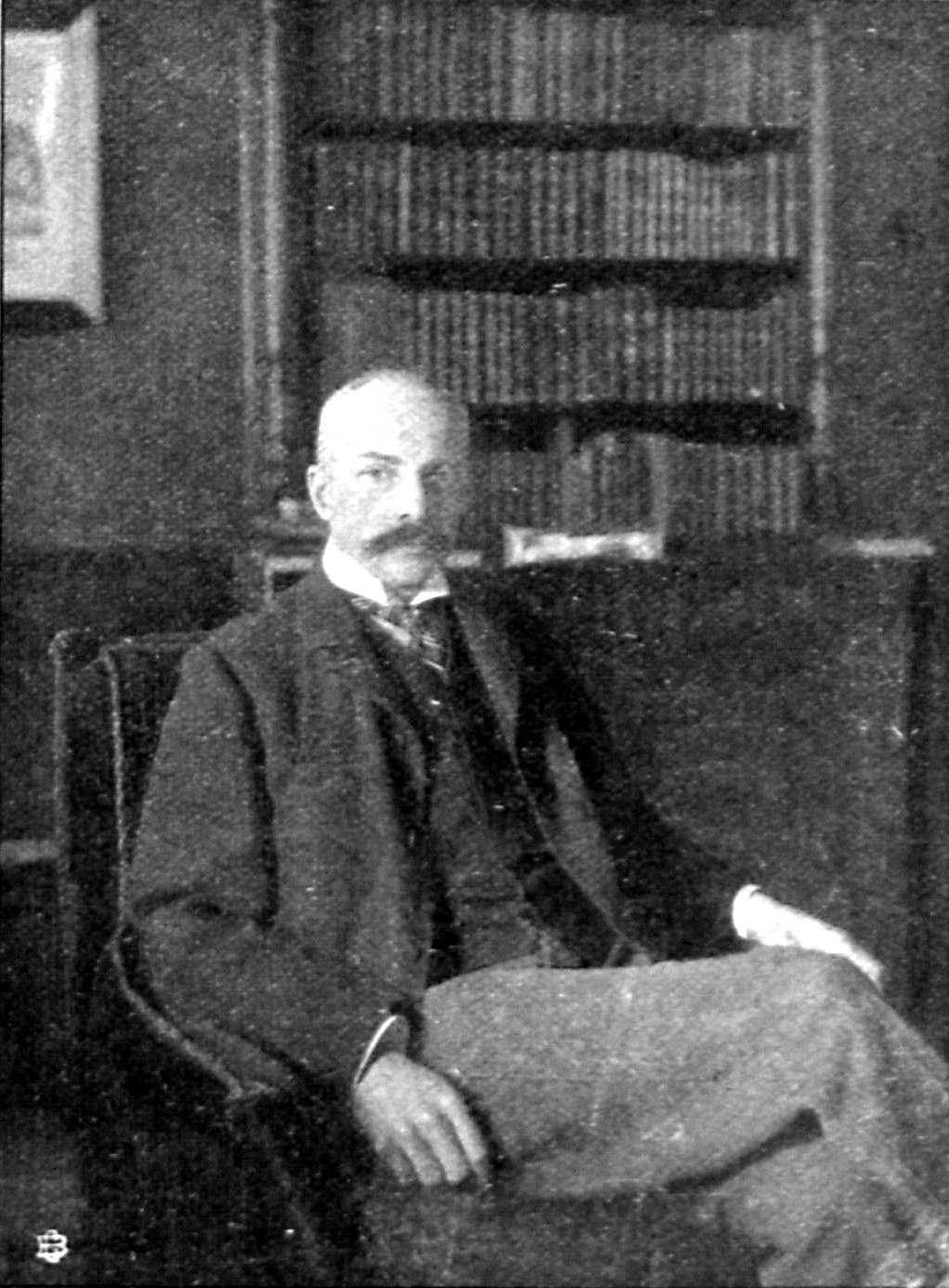
Staatssekretär von Tschirschky

Am 17. Januar 1906 wurde er als Nachfolger des verstorbenen Oswald von Richthofen Staatssekretär des Auswärtigen Amtes. Dieses Amt hatte er bis zum 7. Oktober 1907 inne. Sein Nachfolger als Staatssekretär wurde Wilhelm von Schoen.
Kurz vor Beginn seiner Amtszeit fand am 16. Januar 1906 die Algeciras-Konferenz statt, bei der über die Lösung der Ersten Marokkokrise entschieden wurde. Als entgegen den ursprünglichen Abmachungen Ende 1906 französisch-spanische Flottenaktionen vor Marokko stattfanden, erklärte er am 7. Dezember 1906 im Reichstag in Berlin, dass die Reichsregierung keinen Anlass zum Eingreifen wegen der Flottenaktionen sehe. Am gleichen Tag hatte auch die Französische Nationalversammlung die Algeciras-Akte verabschiedet.
Als Außenminister unterzeichnete er darüber hinaus am 11. Januar 1907 mit seinem dänischen Amtskollegen Johan Henrik von Hegermann-Lindencrone (1838–1918) den so genannten Optantenvertrag. Er beseitigte die seit dem Deutsch-Dänischen Krieg von 1864 bestehenden Spannungen im nordschleswigschen Grenzgebiet. Einer kleinen Gruppe von Dänen in Nordschleswig wurde mit dem Abkommen die Option eingeräumt, zwischen der deutschen und der dänischen Staatsbürgerschaft zu wählen.

### Botschafter in Wien
Anschließend wurde er Botschafter in Wien. In dieser Funktion diskutierte er am 13. Dezember 1913 mit Vertretern des Dreibundes (Deutsches Reich, Österreich-Ungarn, Italien) über einen Krieg gegen Frankreich und Russland. Dabei vertraten er und der österreich-ungarische Generalstabschef, Franz Conrad von Hötzendorf, die Ansicht, dass sich die Situation des Dreibundes in Europa verschlechtern würde. Auf der anderen Seite stünde die Triple Entente, in der sich Großbritannien, Frankreich und Russland zusammengeschlossen haben.

Tschirschky drängte in der Julikrise den österreich-ungarischen Außenminister Leopold Berchtold am 8. Juli zu einer Aktion gegen Serbien. Kaiser Wilhelm hätte ihn angewiesen, 

„hier mit allem Nachdruck zu erklären, dass man in Berlin eine Aktion gegen Serbien erwarte und dass es in Deutschland nicht verstanden würde, wenn wir die gegebene Gelegenheit vorüber gehen ließen, ohne einen Schlag zu führen.“

Ein weiteres „Transigieren“ mit Serbien, verstand Berchtold daraus, hätte man in Deutschland als Schwächebekenntnis ausgelegt.
Am 1. März 1915 unterbreitete Tschirschky Berchtolds Nachfolger Burián den Vorschlag, das Trentino und kleine Grenzgebiete am Isonzo an Italien abzutreten. Italien solle sich dafür zur wohlwollenden Neutralität verpflichten und der Monarchie freie Hand am Balkan und eventuell gegenüber Russland lassen. Die Übergabe der Gebiete würde selbstverständlich erst nach Kriegsende erfolgen, wenn Österreich die kleinen Verluste durch anderweitige, größere Erwerbungen ausgeglichen haben wird. Als deutsche Leistung wurde vorerst das polnische Sosnowitz angeboten. Burián nahm den Vorschlag positiv auf, verlangte aber Geheimhaltung.
In einer ausführlichen Stellungnahme an Gottlieb von Jagow vom 29. Oktober 1915, die auch Reichskanzler Bethmann Hollweg vorgelegt wurde, sprach sich der Botschafter gegen die trialistische austropolnische Lösung der polnischen Frage aus. Bei einer solchen Lösung werde der Grund zum Zerfall der Monarchie gelegt. Man sollte bei den Besprechungen mit Burián auf die große Gefahr hinweisen, die ein zu großer Einfluss der Polen, vor allem im österreichischen Reichsrat, durch die Schwächung des österreichischen „Deutschtums“, für Österreich und die Monarchie nach sich ziehen würde. Diese Einwände beeindruckten Bethmann Hollweg, denn er trat nicht mehr für den Trialismus ein.
Tschirschky warnte davor, Polen definitiv Österreich zu überlassen, ehe man die erforderlichen Garantien erhalten habe. Dem stimmte Jagow zu, man dürfe Polen nicht aus der Hand geben, bevor wir nicht von der österreichisch-ungarischen Regierung die Garantien auf militärischem und wirtschaftlichem Gebiet erhalten haben, um die Monarchie auch in der Zukunft an unserer Seite zu halten.
Das Amt des Botschafters in Österreich-Ungarn übte er bis zu seinem Tod im Ersten Weltkrieg aus.

## Familie
Heinrich von Tschirschky und Bögendorff heiratete am 20. November 1888 in Felsőbodok seine Ehefrau Maria Josephine Karoline Alexandrine Freiin Stummer von Tavarnok (* 17. Mai 1868 in Wien; † 29. Oktober 1948 in Mayrhofen). Das Paar hatte drei Töchter:
- Maria Elisabeth Hedwig Josefa Auguste (* 3. November 1889 in Wien; † 19. Juni 1975 in Köln), die 1912 den deutschen Botschaftsrat Hermann Ludwig Prinz von Hatzfeldt zu Trachenberg (1874–1959) heiratete, den ältesten Sohn von Hermann Fürst von Hatzfeldt und Herzog zu Trachenberg, einem preußischen Politiker.
- Alexandra Auguste (* 1. November 1890 in Wien; † 23. März 1948 in Salzburg), als Schwester Angela in der Kongregation der Schwestern der Hl. Eucharistie
- Marie Henriette Johanna Hedwig Augusta (* 10. August 1897 in Zarskoje Selo (Puschkin) bei St. Petersburg). Sie heiratete 1947 d. österr. Gesandten Friedrich von Goertz († 21. Juni 1955)